# Ucieczka z Sobiboru
Ucieczka z Sobiboru – film telewizyjny stacji CBS produkcji brytyjsko-jugosłowiańskiej z 1987. Opowiada on o powstaniu więźniów w obozie zagłady w Sobiborze. Film otrzymał m.in. dwa Złote Globy i kilka nominacji do Nagrody Emmy.